# Seznam ruských kosmických startů 2021

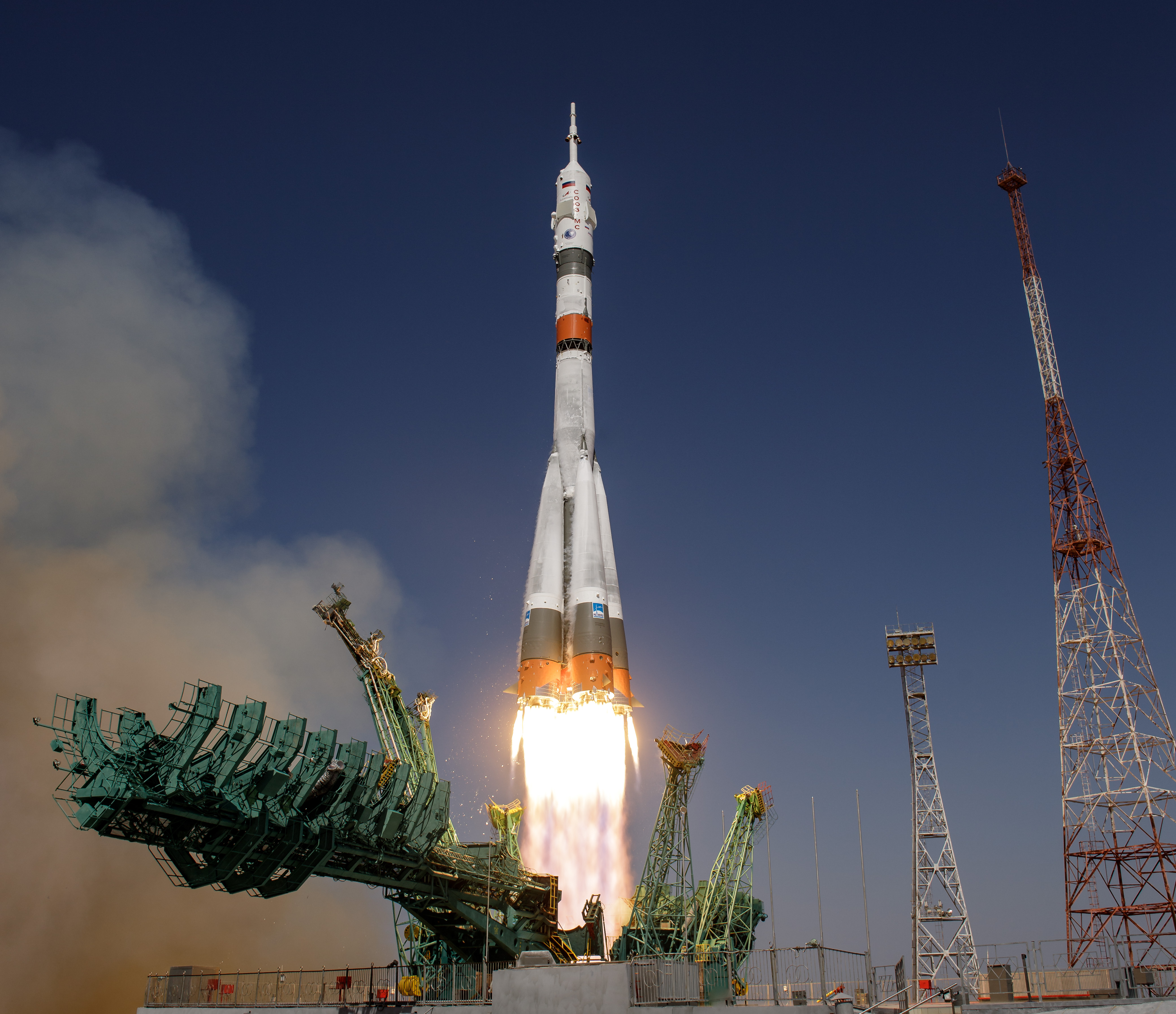
Sojuz MS-18

Toto je seznam provedených ruských kosmických startů roku 2021.
V seznamu jsou uvedeny starty všech ruských nosných raket.

## Starty raket
| 2020 ← 2021 → 2022       | 2020 ← 2021 → 2022    | 2020 ← 2021 → 2022 | 2020 ← 2021 → 2022  | 2020 ← 2021 → 2022     | 2020 ← 2021 → 2022 | 2020 ← 2021 → 2022 |
| Datum a čas startu (UTC) | Nosič / horní stupeň  | Startovací komplex | Poskytovatel        | Zákazník               | Náklad | Výsledek           |
| ------------------------ | --------------------- | ------------------ | ------------------- | ---------------------- | --- | ------------------ |
| 2. února 20:45           | Sojuz 2.1b            | Pleseck 43/4       | Kosmická vojska     | VKS                    | Lotos-S1 #4 (Kosmos 2549) | Úspěch             |
| 15. února 04:45          | Sojuz 2.1a            | Bajkonur 31/6      | Roskosmos           | Roskosmos              | Progress MS-16 | Úspěch             |
| 28. února 06:55          | Sojuz 2.1b / Fregat-M | Bajkonur 31/6      | Roskosmos           | Roskosmos              | Arktika-M | Úspěch             |
| 22. března 06:07         | Sojuz 2.1a / Fregat   | Bajkonur 31/6      | Glavkosmos          | KARI                   | CAS500-1, Unisat-7 (Unicorn 1, Arduiqube, FEES), Vigoride-1, Steamjet, Lemur-2, ELSA-d (Chaser, Target), ASTRU MicroSat, GRUS-1B, GRUS-1C, GRUS-1D (FSTRA), GRUS-1E, Challenge ONE, Pixxel, SIMBA, CubeSX-Sirius-HSE (SiriusSat 3U, Sirius-DZZ), CubeSX-HSE (MIEM 3U, NRU HSE-DZZ), Zorky, ATURK | Úspěch             |
| 25. března 02:47         | Sojuz 2.1b / Fregat-M | Vostočnyj 1S       | Arianespace Starsem | OneWeb                 | OneWeb #5 ×36 | Úspěch             |
| 9. dubna 07:42           | Sojuz 2.1a            | Bajkonur 31/6      | Roskosmos           | Roskosmos              | Sojuz MS-18 Ω | Úspěch             |
| 25. dubna 22:14          | Sojuz 2.1b / Fregat-M | Vostočnyj 1S       | Arianespace Starsem | OneWeb                 | OneWeb #6 ×36 | Úspěch             |
| 28. května 17:38         | Sojuz 2.1b / Fregat-M | Vostočnyj 1S       | Arianespace Starsem | OneWeb                 | OneWeb #7 ×36 | Úspěch             |
| 25. června 19:50         | Sojuz 2.1b            | Pleseck 43/4       | Kosmická vojska     | VKS                    | Pion-NKS (Kosmos 2550) | Úspěch             |
| 29. června 23:27         | Sojuz 2.1a            | Bajkonur 31/6      | Roskosmos           | Roskosmos              | Progress MS-17 | Úspěch             |
| 1. července 12:48        | Sojuz 2.1b / Fregat-M | Vostočnyj 1S       | Arianespace Starsem | OneWeb                 | OneWeb #8 ×36 | Úspěch             |
| 21. července 14:58       | Proton-M              | Bajkonur 200/39    | Roskosmos           | Roskosmos              | Nauka | Úspěch             |
| 21. srpna 22:13          | Sojuz 2.1b / Fregat   | Bajkonur 31/6      | Arianespace Starsem | OneWeb                 | OneWeb #9 ×34 | Úspěch             |
| 14. září 18:07           | Sojuz 2.1b / Fregat   | Bajkonur 31/6      | Arianespace Starsem | OneWeb                 | OneWeb #10 ×34 | Úspěch             |
| 5. října 08:55           | Sojuz 2.1a            | Bajkonur 31/6      | Roskosmos           | Roskosmos              | Sojuz MS-19 Ω | Úspěch             |
| 14. října 9:49           | Sojuz 2.1b / Fregat-M | Vostočnyj 1S       | Arianespace Starsem | OneWeb                 | OneWeb #11 ×36 | Úspěch             |
| 28. října 0:00           | Sojuz 2.1a            | Bajkonur 31/6      | Roskosmos           | Roskosmos              | Progress MS-18 | Úspěch             |
| 24. listopadu 13:06      | Sojuz 2.1b            | Bajkonur 31/6      | Roskosmos           | Roskosmos              | Progress M-UM Pričal | Úspěch             |
| 25. listopadu 01:09      | Sojuz 2.1b / Fregat   | Pleseck 43/4       | Kosmická vojska     | Ministerstvo obrany RF | EKS-5 (Tundra 15L, Kosmos 2552) | Úspěch             |
| 5. prosince 0:19         | Sojuz ST-B / Fregat   | Kourou ELS         | Arianespace         | ESA                    | Galileo FOC 23, 24 | Úspěch             |
| 8. prosince 07:38        | Sojuz 2.1a            | Bajkonur 31/6      | Roskosmos           | Roskosmos              | Sojuz MS-20 Ω | Úspěch             |
| 13. prosince 12:07       | Proton-M / Briz-M     | Bajkonur 200/39    | Roskosmos           | RSCC                   | Express-AMU3, Express-AMU7 | Úspěch             |
| 27. prosince 13:10       | Sojuz 2.1b / Fregat   | Bajkonur 31/6      | Arianespace Starsem | OneWeb                 | OneWeb #12 ×36 | Úspěch             |
| 27. prosince 19:00       | Angara A5 / Persej    | Pleseck 35/1       | Kosmická vojska     | VKS                    | GVM-3 (hmotnostní a rozměrová maketa družice) | Částečné selhání   |

1. ↑  Pokud je u nákladu symbol Ω, znamená to, že se jedná o let s lidskou posádkou.